# William Sachs
William Sachs és un director de cinema, productor i escriptor estatunidenc. A més de la seva feina com a escriptor i director, des que va treballar a Joe, Sachs s'ha destacat especialment per haver manipulat amb èxit les pel·lícules d'altres persones abans de l'estrena per tal d'ajustar-les als desitjos dels productors d'un atractiu comercial més ampli. Les seves pel·lícules s'han projectat i han rebut més de 25 premis a diversos festivals.

## Vida i carrera
Originalment, Sachs va estudiar empresarials i comptabilitat, però no li agradava. Després d'allistar-se a la Força Aèria dels Estats Units i servir a Anglaterra, va tornar a la universitat, especialitzant-se en sociologia. Després de fer un curs de cinema, va trobar la seva passió i va decidir estudiar cinema a la London Film School on va dirigir tres curtmetratges que van guanyar premis durant els seus estudis. A més, va estudiar interpretació amb Michael Gough a Londres, i amb diversos professors als EUA. Després dels seus estudis, va començar a treballar als EUA, primer reelaboració de pel·lícules considerades problemàtiques pels productors, inclosa Joe, per la qual Sachs va declinar un crèdit de codirector i va triar un crèdit com a "Supervisor de postproducció" perquè considerava que reflectia millor la seva participació en la postproducció.
Treballant a Itàlia a principis dels anys setanta, va començar a planificar el seu primer llargmetratge com a escriptor i director: There Is No 13. Aquesta pel·lícula, que és la primera pel·lícula en què Ralf D. Bode està acreditat com a director de fotografia, es va projectar al 24è Festival Internacional de Cinema de Berlín de 1974, on va rebre molts elogis i atenció. Allà, va polaritzar el públic pel fet de ser estatunidenc, tractant-se de la guerra del Vietnam. Durant la projecció, hi ha hagut protestes, amb algunes persones cridant i algú que ha encès i apagat alguns cops el llum de l'auditori. Un jutge va dir a Sachs que la pel·lícula hauria d'haver guanyat un Os d'Or ja que "era l'única pel·lícula inusual" del festival, i que no sols perquè el jurat estava preocupat perquè la reacció del públic davant la pel·lícula guanyadora fos tan controvertida. La pel·lícula s'ha anomenat "probablement la millor pel·lícula de Sachs, sens dubte la més profunda".
En les dècades següents, a més de dirigir pel·lícules que es van convertir en clàssics de culte (com The Incredible Melting Man, Galaxina, Van Nuys Blvd.), Sachs també va reelaborar/doctorar nombroses pel·lícules d'altres directors en postproducció abans de l'estrena.
El seu treball de llargmetratge més recent com a escriptor/director, Spooky House (2002), protagonitzat per Ben Kingsley, va rebre nombrosos premis. Actualment, Sachs té diverses pel·lícules en desenvolupament, inclosa una sobre l'assassinat de Martin Luther King Jr.
A més del seu treball en llargmetratges, Sachs també ha dirigit nombrosos anuncis, vídeos musicals, anuncis de servei públic i un vídeo d'efectes especials utilitzat per Pink Floyd durant els concerts. També ha estat professor convidat a la UCLA School of Theatre, Film and Television, Cal State Northridge i el Califòrnia Institute of the Arts.

## Estil de pel·lícula
El mateix William Sachs esmenta que el seu estil està influenciat principalment per surrealistes com Federico Fellini, Luis Buñuel i altres. En moltes de les seves pel·lícules, hi ha elements surrealistes. There is No 13, escrita, dirigida i coproduïda per Sachs, és una comèdia altament surrealista que mostra molt bé el seu estil: l'estat d'ànim, la música i l'estil canvien d'escena en escena, i els elements realistes s'entrellacen amb l'absurd, surrealistes.
A les pel·lícules posteriors de Sachs que va tornar a escriure sovint a més de dirigir-les, els productors van interferir de vegades amb el seu estil, si bé encara brilla en molts punts. The Incredible Melting Man, per exemple, va ser pensat com una comèdia surrealista per Sachs, però molts elements intencionadament absurds van ser eliminats pels productors de la pel·lícula final per donar-li un to més "seriós". Tot i així, escenes com el final (en què un conserge agafa amb pala les restes foses del personatge titular en una galleda) donen un indici del to surrealista que Sachs volia per a la pel·lícula.
A Van Nuys Blvd., una sèrie d'escenes còmiques d'un agent de policia en una platja, emmanillat al seu cotxe, mostren un to progressivament més i més surrealista a mesura que avança la pel·lícula. En el transcurs de la pel·lícula, se li acosta un misteriós motorista que li roba els seus béns, un gos i, finalment, cap al final de la pel·lícula, la seva pròpia mare que està preocupada pel seu fill mentre la policia busca la seva ubicació.

## Filmografia

### Com a director
- Dear Mrs. Smith (1968, curtmetratge)
- This is Ford (1968, curtmetratge)
- Breakfast (1968)
- There Is No 13 (1974)
- Secrets of the Gods (també conegut com The Force Beyond) (1976, documental)
- The Incredible Melting Man (1977)
- Van Nuys Blvd. (1979)
- Galaxina (1980)
- Exterminator 2 (1984) (direcció d'escenes addicionals)
- Hot Chili (1985)
- The Last Hour (1991)
- Judgement (també coneguda com a Hitz) (1992)
- Spooky House (2002)

### Com a "doctor de cinema" (fragment)
A més del treball de Sachs com a director, ha "doctorat" moltes pel·lícules estatunidenques i en llengües estrangeres abans de la seva estrena. Això inclou reeditar, tornar a gravar i afegir/canviar elements en la postproducció, sovint canviant considerablement el to i l'enfocament de la pel·lícula. De vegades no té acreditació, i sovint se li acredita de diferents maneres pel seu treball. In the process, he has so far "doctored" more than 20 films. Alguns exemples notables:
- Joe (1970)
- South of Hell Mountain (1971, acreditat com a co-director)
- Exterminator 2 (1984)
- Leprechaun (1993)